# Panesthia tryoni
Panesthia tryoni är en kackerlacksart som beskrevs av Shaw 1918. Panesthia tryoni ingår i släktet Panesthia och familjen jättekackerlackor.

## Underarter
Arten delas in i följande underarter:
- P. t. tegminifera
- P. t. tryoni